# حرب الكرومنادين
```
حرب الكرومنادين
 (267 - 261 ق.
[
1
]
[
2
]
 م) كانت بين تحالف من دول المدن اليونانية ضد الهيمنة 
المقدونية الأنتيغونية
. كانت النتيجة النهائية لهذا الصراع هو نصر مقدوني، أكّد السيطرة 
الأنتيغونية
 على دول المدينة في اليونان.
```

تكمن جذور الحرب في استمرار رغبة العديد من الدول اليونانية، وأبرزها أثينا وأسبرطة، في استعادة استقلالها السابق إلى جانب رغبة البطالمة في إثارة السخط داخل دائرة نفوذ منافستها المقدونية. طموحات بطليموس فيلادلفوس في بحر إيجة كانت مهددة من قبل أسطول أنتيغونوس غوناتاس، لذا بنى بعناية تحالفًا معاديًا لمقدونيا في اليونان. ركز بشكل خاص على مغازلة أثينا، بتزويدها بالحبوب.
استولى الفصيل المعادي للمقدونية في أثينا، بقيادة خرمونيدس الرواقي، على السلطة وشرع في إعلان الحرب على مقدونيا (ربما في وقت مبكر من خريف 268 ق.م). شهدت السنة الأولى من الصراع مواجهات صغيرة فقط، رغم أنها انتهت بشكل عام لصالح التحالف المعادي لمقدونيا. بعد موسم حملة غير حاسمة في 266 ق.م، والتي كانت فيها أثينا بمساعدة أسطول بطليموس تحت قيادة باتروكلوس (Patroclus (admiral))، بدأت الحرب في التحول ضد دول المدن اليونانية، وفي عام 265 ق.م استطاع أنتيغونوس تحقيق فوز حاسم وساحر خارج كورينث والتي فيها سقط على الملك الإسبرطي أريوس (Areus I).
مع هزيمة حليفهم الاساسي، وضعفه عسكريًا جدًا لمواجهة الأنتيغونين وحدهم، لم يستطع الأثينيون سوى أن ينتظروا وراء جدرانهم ويأملوا أن يتمكن البطالمة من إرسال المساعدات قبل الحصار المحتوم. لكن لسوء حظهم، لم يكن بطليموس الثاني مستعد للقيام ببعثة كبيرة حتى بعد أن تم تجويع أثينا بالفعل للاستسلام إما في 262 ق.م أو 261 ق.م. في النهاية لم يكن الأمر مهم عندما حاول المصريون في النهاية إرسال مساعدات وتعزيزات إلى أثينا، هُزم أسطولهم من كوس (ربما في 261 ق.م). هذا العمل، الذي أطلق عليه "معركة كوس - Battle of Cos"، يظهر أيضاً في سرد الحرب الثانية في سوريا مع تاريخ بديل قوي هو 258 أو 255 ق.م.
بعد سقوط أثينا، خسرت آخر بقايا الاستقلال في الفترة قبل الهلنستية وظلت حامية للقوات المقدونية حتى عام 229 ق.م.